# Maple Grove, Quận Manitowoc, Wisconsin
Maple Grove là một thị trấn thuộc quận Manitowoc, tiểu bang Wisconsin, Hoa Kỳ. Năm 2010, dân số của thị trấn này là 808 người.